# این دختران من
این دختران من (انگلیسی: These Daughters of Mine) با نامِ اصلیِ دختران گاو من (لهستانی: Moje córki krowy) یک فیلم کمدی لهستانی است که در سال ۲۰۱۵ منتشر شد و نخستین بار در جشنواره فیلم گدنیا به نمایش درآمد. این فیلم در سال ۲۰۱۶ برندهٔ جایزهٔ عقاب جایزهٔ عقاب فیلم لهستان شد.

## گزیدهٔ بازیگران
- آگاتا کولشا
- گابریلا موسکاوا
- ماریان جِـنجِـل
- ماوگوژاتا نیمیرسکا
- مارچین دوروچینسکی
- ماریا دنبسکا
- کشیشتف کیرشنوفسکی
- ووکاش سیملات
- باربارا کوژای
- آرتور کرایفسکی
- آگنیشکا وُسینسکا
- بارتوش ژوکوفسکی
- میلنا لیشتسکا
- باربارا ژیلینسکا
- ماگدالنا والیگورسکا-لیشیتسکا
- آندژی کونوپکا
- وویچیخ کالاروس